# Neomochtherus idahoae
Neomochtherus idahoae är en tvåvingeart som beskrevs av Martin 1975. Neomochtherus idahoae ingår i släktet Neomochtherus och familjen rovflugor.
Artens utbredningsområde är Idaho. Inga underarter finns listade i Catalogue of Life.